# Bor György
Bor György (Budapest, 1924. augusztus 24. – Wädenswil, Svájc, 2002. február 26.) magyar vegyészmérnök, egyetemi tanár.

## Élete
Édesapja Bor Dezső, karmester, édesanyja a korán (33 évesen) elhunyt Tima-Horváth Margit volt. A (Lónyai utcai) Református Gimnázium nyolc osztálya (1934–1942) után a Budapesti Műszaki és Gazdaságtudományi Egyetem vegyészmérnöki karát végezte, tanulmányait a Műegyetem németországi kitelepítése által megszakítva 1946 decemberében fejezte be.
Néhány rövidebb budapesti munkaviszony után 1950-ben Veszprémbe hívták a Nehézvegyipari Kar Általános és Szervetlen Kémiai Tanszékére tanársegédnek. 1951-től adjunktus ugyanott (akkor már Veszprémi Vegyipari Egyetem). Oktatási munkája mellett ekkor kezdte meg tudományos kutatásait is a fémek szénmonoxid-vegyületei területén. Az 1956-os forradalom napjaiban kifejtett tevékenysége miatt 1957-ben eltávolították a VVE-ről. Ekkor a veszprémi Magyar Ásványolaj és Földgáz Kísérleti Intézethez (MÁFKI) került. Itt intenzív alapkutatási munkásságot is végzett, és 1961-ben summa cum laude minősítéssel megszerezte a műszaki doktori fokozatot. 1967-ben a kémiai tudományok kandidátusa lett.
Az állampárt veszprémi exponensei által őt folyamatosan sújtó diszkrimináció miatt 1968 augusztusában egy külföldi utazásáról nem tért haza Magyarországra. Külföldi munkahelyei: University College London kémiai intézete (1968–1969), majd (1969–1973 között) a Padovai Egyetem egyik C.N.R. Laboratóriuma. 1971-ben megszerezte a „Libera docenza” tudományos fokozatot, amely Olaszországban a magántanári képesítést jelenti. 1973 novemberében áttelepült Svájcba, és a zürichi Eidgenössische Technische Hochschule (ETH) munkatársa lett. Kutatásai folytatása mellett 1981-ben az ETH Nagynyomású Laboratóriuma tudományos vezetője lett. Ugyancsak 1981-től a kémia előadója szerkezeti anyagmérnök hallgatók részére. Itt is megszerezte a magántanári minősítést. 1989 szeptemberétől nyugdíjba vonult laborvezetői állásából, de egyetemi előadásait 1991-ig folytatta. 1990-ben, a magyarországi demokratikus átalakulás során a Veszprémi Egyetem rehabilitálta őt, és 1990. szeptember l-jei hatállyal címzetes egyetemi tanári címmel tüntette ki.
Nyugdíjba vonulása után öccsével, ifj. Bor Dezsővel (szintén vegyészmérnök) együtt családtörténeti kutatásokat folytatott. Ennek során megírták a Bor család történetét. Ugyancsak ők 1998-ban „Bor Dezső Emlékkönyvet” állítottak össze, ebben részletesen ismertették édesapjuk, Bor Dezső karmesteri tevékenységét. Hosszú betegség után 2002-ben hunyt el Wädenswilben (Svájc).

## Munkássága
Tudományos pályafutása során végig a fém-karbonil vegyületek kémiájával és azok infravörös spektroszkópiájával foglalkozott. Elsősorban a kobalt és a ródium karbonil vegyületei és azok kéntartalmú származékai voltak kutatási témái. Külföldi munkahelyein (London és Padova) is folytatta a fenti a témakörökkel kapcsolatos kutatásait. Zürichben a korábbi kutatási témái mellett megkezdte a fém-karbonilok egyensúlyi reakcióinak nagynyomású infravörös spektroszkópiai vizsgálatát is, mint a spektrum-analízisek melletti önálló kutatási tematikáját. 1990 után kötetlen formában ismét együttműködött a Veszprémi Egyetem Szerves Kémiai Tanszéke, ill. az MTA Petrokémiai Kutatócsoportja egyes munkatársaival, elsősorban a fém-karbonilok témakörében.
Tudományos tevékenysége elismeréseként az ’’„Inorganica Chimica Acta”’’ című folyóirat szerkesztősége 70. születésnapja alkalmából egy különszámot dedikált neki. Itt az előszóban részletes szakmai életrajz és munkásságának méltatása olvasható Rina Tannenbaum professzor tollából.
Számos nemzetközi konferencián és szimpóziumon tartott előadást (Prága/1961, Stockholm/1962, Budapest/1963, Bécs/1964, Tihany/1964, Koppenhága/1965; Velence/1968, 1969, 1970, Bristol/1969, Amherst/1973, Ettal/1974, Velence/1975, Cambridge/1976, Cortona/1978, Dijon/1979, Torino/1982, Bécs/1985), valamint meghívottként szeminárium-előadásokat tartott kutatási eredményeiről (Jena, Berlin; München, Pisa, Firenze, Milánó, Madison, Lausanne, Regensburg, Erlangen, Würzburg, Tübingen, Konstanz, Amszterdam).
Hosszabb időszakokban tagja volt a brit Royal Society of Chemistrynek, a német Verein Deutscher Chemikernek és a svájci Scheizerische Chemische Gesellschaftnak, és két folyóirat (Inorganica Chimica Acta és Journal of Crystallographic and Spectroscopic Research) tanácsadó szervezetének.

## Magánélete
Első házasságából, Vasziszta Emmával, két lánya született, Ágnes és Györgyi. Ez a házasság válással végződött. Második feleségével, Schustler Zsuzsánnával 1973-ban házasodtak. 1992-ben hazatelepültek Magyarországra, de a téli hónapokat Svájcban töltötték.

## Főbb publikációi
- Több mint 150 tudományos dolgozat és két könyv szerzője, illetve társszerzője. Publikációinak nyelve túlnyomórészt angol, német és olasz. Könyvek:
- Bor György: A fém-karbonilok és származékaik kémiája (Akadémiai Kiadó, Budapest, 1966)
- Bor György és Holly Sándor: Az infravörös spektroszkópia alapjai (Mérnöktovábbképző Intézet, VVe. 19. kiadvány, Tankönyvkiadó, Budapest, 1965.)
- A nagylengyeli nyersolaj vanádiumtartalma (Magyar Kémikusok Lapja, 1954)
- A jódtermelés lehetősége ásványvizeinkből (Természettud. Közlöny, 1958)
- Cobalt-Rhodium Heptacarbonyl: A Coordinatively Unsaturated Dinuclear Metal Carbonyl (Organometallics, 1986)
- Infrared Spectroscopic Studies on Metal Carbonyl Compound. 24. Observation of the Infrared Spectrum of an Acylrhodium Tetracarbonyl during the Hydroformylation of Olefins with Rhodium Containing Catalyst Precursors (Inorg. Chim. Acta, 1989)
- Infrared Spectroscopic Studies of the Reactions between Co2(CO)8, H2 and D2 (Inorg. Chim. Acta, 1992)
- Trigonometric Basis Set Functions: Their Application to the C-H Stretching and deformation Motions of Benzene and to Orbital Symmetry (J. Chem. Education, 1999)
- Élet és a környezet. (Előadás, Frankenstein-Diemerstein, Németország, 1988)

### Nem kémiai tárgyú publikációk
- Bor Dezső Emlékkönyv (1998) (A szerzők az „Emlékkönyvet” az Országos Széchényi Könyvtárban és a Fővárosi Szabó Ervin Könyvtárban több példányban elhelyezték Online elérés)
- A Halmaji, Gibárti és Szikszói Bor Családok Története (2001) (Ezt a könyvet is elhelyezték az Országos Széchényi könyvtárban és az Országos Levéltárban Online elérés)